# Keith Truscott

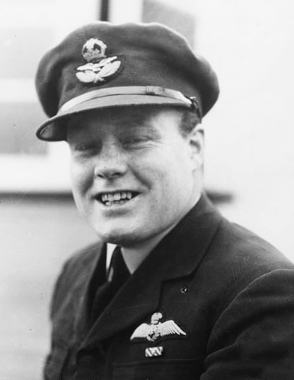
Retrato do líder do esquadrão 400213 Keith William Truscott DFC. Fotografado em Kenley, Grande Londres.

Keith William "Bluey" Truscott, DFC (17 de maio de 1916 - 28 de março de 1943) foi um piloto australiano e ás da aviação durante a Segunda Guerra Mundial e jogador de futebol australiano no Melbourne Football Club. Após ingressar na Real Força Aérea Australiana em 1940, ele tornou-se no segundo ás australiano com maior pontuação na Segunda Guerra Mundial, com 20 vitórias confirmadas e 5 não confirmadas.
Depois de completar o treino de voo no Canadá, Truscott serviu na Grã-Bretanha pilotando caças Spitfire. Ele retornou à Austrália no início de 1942 e serviu na Nova Guiné, onde lutou na batalha da Baía de Milne. Ele foi morto num exercício de treino conjunto australiano-americano na costa da Austrália Ocidental em março de 1943, aos 26 anos.